# Coccorchestes otto
Coccorchestes otto är en spindelart som beskrevs av Balogh 1980. Coccorchestes otto ingår i släktet Coccorchestes och familjen hoppspindlar. Inga underarter finns listade i Catalogue of Life.